# Архиепархия Макасара
Архиепархия Макасара (лат. Archidioecesis Makassarensis) — архиепархия Римско-Католической церкви с центром в городе Макасар, Индонезия. В митрополию Макасара входят епархии Амбоины, Манадо.

## История
13 апреля 1937 года Римский папа Пий XI издал бреве Catholicae fidei , которой учредил апостольскую префектуру Макасара, выделив её из апостольского викариата Селебеса (сегодня — Епархия Манадо).
13 мая 1948 года Римский папа Пий XII издал буллу  In Archipelagi, которой преобразил апостольскую префектуру Макасара в апостольский викариат.
3 января 1961 года Римский папа Иоанн XXIII издал буллу Quod Christus, которой преобразовал апостольский викариат Макасара в архиепархию. 22 августа 1973 года архиепархия Макасара была переименована в архиепархию Уюнг-Панданга. 15 марта 2000 года архиепархии было возвращено прежнее название.

## Ординарии архиепархии
- епископ Gerardo Martino Uberto Martens CICM[1](11.06.1937 — 1948);
- архиепископ Nicolas Martinus Schneiders CICM (10.06.1948 — 7.08.1973);
- архиепископ Theodorus Lumanauw (7.08.1973 — 18.05.1981);
- архиепископ Franciscus van Roessel CICM (18.01.1988 — 21.05.1994);
- архиепископ Иоанн Лику Ада (11.11.1994 — по настоящее время).

## Источник
- Annuario Pontificio, Libreria Editrice Vaticana, Città del Vaticano, 2003, ISBN 88-209-7422-3
- Булла Catholicae fidei Архивная копия от 14 июня 2010 на Wayback Machine, AAS 29 (1937), стр. 331  (лат.)
- Булла In Archipelagi Архивная копия от 5 октября 2018 на Wayback Machine, AAS 40 (1948), стр. 486  (лат.)
- Булла Quod Christus Архивная копия от 7 октября 2013 на Wayback Machine, AAS 53 (1961), p. 244  (лат.)